# Stanisław Ignatowicz
Stanisław Ignatowicz (ur. 27 października 1902 w Warszawie, zm. 20 sierpnia 1991 tamże) – inżynier elektryk, teletechnik. Prezes Stowarzyszenia Teletechników Polskich (1938-1939) oraz Stowarzyszenia Elektryków Polskich SEP (1949-1950), w czasie II wojny światowej współzałożyciel Brytyjskiego Oddziału SEP. Członek Honorowy SEP.
Absolwent Politechniki Warszawskiej oraz Szkoły Podchorążych Rezerwy Łączności w Zegrzu, w czasie II wojny światowej był oficerem łączności w Polskich Siłach Zbrojnych na Zachodzie. Po powrocie do kraju w 1946 r. pracował m.in. w Ministerstwie Poczt i Telegrafów, Zakładach Wytwórczych Materiałów Telekomunikacyjnych, Zjednoczeniu Przemysłu Teletechnicznego, Instytucie Tele- i Radiotechnicznym. Był założycielem i dyrektorem Zakładu Badań i Studiów Teletechniki. Prowadził także działalność dydaktyczną w Państwowej Szkole Teletechnicznej, Politechnice Warszawskiej i Wieczorowej Szkole Inżynierskiej. Pełnił także wiele innych funkcji: przed wojną był inspektorem rządowym Polskiej Akcyjnej Spółki Telefonicznej (PAST), po wojnie m.in. członkiem prezydium PKN, delegatem Polski do sekcji I Komisji  Przemysłu Radiotechnicznego i Elektronicznego RWPG, członkiem prezydium Komisji Naukowej Międzynarodowego Komitetu Doradczego Telefonicznego i Telegraficznego CCITT, członkiem Rady Naukowej Instytutu Łączności.
Odznaczony Krzyżem Komandorskim i Oficerskim Orderu Odrodzenia Polski.
Pochowany na Cmentarzu Bródnowskim w Warszawie (kwatera 16 F, rząd 4, grób 24).